# Arthur Adams (Zoologe)
Arthur Adams (* 1820 in Gosport, Hampshire; † 1878) war ein englischer Schiffsarzt und Malakologe.
Adams war der Sohn eines Architekten, erhielt seine Ausbildung an der Royal Naval School und wurde Schiffsarzt bei der Royal Navy und war in dieser Funktion an Bord der HMS Samarang, als diese 1843 bis 1846 unter dem Kommando des Kapitäns Edward Belcher Indonesien erforschte, worüber er 1848 in London den Abschnitt über Naturgeschichte in Belchers Reisebericht beisteuerte (wobei Adam White den Abschnitt Crustaceen schrieb). Im Zweiten Opiumkrieg war er als Schiffsarzt der HMS Actaeon an der Erstürmung von Kanton beteiligt und erhielt die China War Medal. 1870 ging er als Stabsarzt auf dem Flaggschiff HMS Royal Adelaide in Plymouth in Pension. Adams war ein sehr guter Zeichner (wie schon sein Großvater Wheatley, Mitglied der Royal Academy, und seine Großmutter, die spätere Mrs. Pope, Zeichenlehrerin von Queen Caroline).
Mit seinem Bruder Henry Adams veröffentlichte er 1853 bis 1858 eine dreibändige Monographie über Mollusken mit Erstbeschreibungen vieler neuer Arten (2 Textbände, ein Band mit Abbildungen). Es enthielt eine Aufzählung aller damals bekannten Arten und Bilder aller Gattungen, meist von Arthur Adams gezeichnet, vielfach als er noch auf der Samaranch war. Auch die Systematik wurde von den Brüdern neu erstellt, basierend auf der von Jean-Baptiste de Lamarck, Edward Forbes (1815–1854) und John Edward Gray (1800–1875). Sie arbeiteten dabei mit Lovell Reeve (1814–1865) zusammen. Ihre Unterteilung hatte noch Ende des 19. Jahrhunderts größtenteils Bestand in England.
Er trug zum Thesaurus Conchyliorum von George Brettingham Sowerby I und dessen Sohn und Enkel bei. 
Adams führte mit seinem Bruder die Muschel-Ordnung Pectinida ein. Die Brüder waren nicht nur Sammler von Conchylien, sondern auch Händler.

## Schriften
- Travels of a Naturalist in Japan and Manchuria, London: Hurst and Blackett 1870
- Notes from a journal of research into the natural history of the countries visited during the voyage of HMS Samarang, in E. Belcher: Narrative of the voyage of HMS Samarang during the years 1843-46, Band 2, London: Benham and Reeve 1848, S. 225–532
- mit Henry Adams: The genera of recent Mollusca: arranged according to their organization, Vol. I, van Voorst, London 1858 Archive
- mit Henry Adams: The genera of recent Mollusca: arranged according to their organization, Vol. II, van Voorst, London 1858 Archive
- mit Henry Adams: The genera of recent Mollusca: arranged according to their organization, Vol. III Plates, van Voorst, London 1858 Archive